# Mizunami
Mizunami (瑞浪市 -shi) é uma cidade japonesa localizada na província de Gifu.
Em 2003 a cidade tinha uma população estimada em 42 393 habitantes e uma densidade populacional de 242,25 h/km². Tem uma área total de 175,00 km².
Recebeu o estatuto de cidade a 1 de Abril de 1954.

## Cidades-irmãs
- Takahama, Japão
- Shifeng, China